# La Poussière du temps
Ne doit pas être confondu avec Les Cendres du temps.
Pour plus de détails, voir Fiche technique et Distribution.
La Poussière du temps (Η σκόνη του χρόνου, I skoni tou chronou) est un film grec réalisé par Theo Angelopoulos en 2008 et projeté, en première mondiale, au Festival de Berlin 2009. Il est sorti en France plus de cinq ans après sa réalisation, le 13 février 2013. Il est conçu comme la deuxième partie d'une trilogie, commencée en 2003 par le film Eléni : La Terre qui pleure, et laissée inachevée par la mort de Théo Angelopoulos en 2012.

## Synopsis
Il s'agit d'une saga épique familiale dans la fin du XXe siècle. Un réalisateur américain d'origine grecque réalise un film qui raconte l'histoire de ses parents. Le récit nous emmène en Italie, en Allemagne, en Russie, en Ouzbékistan, au Canada et aux États-Unis. Le personnage principal est Eleni. C'est en même temps un voyage à travers la vaste histoire et les événements des cinquante dernières années. La poussière du temps trouble les mémoires.

## Fiche technique
- Titre : La Poussière du temps
- Titre original : Η σκόνη του χρόνου, I skoni tou chronou
- Réalisation : Theo Angelopoulos
- Scénario : Theo Angelopoulos, Tonino Guerra et Petros Markaris
- Décors : Andrea Crisanti, Dionisis Fotopoulos, Alexander Scherer, Konstantin Zagorskij
- Photographie : Andréas Sinanos
- Musique : Eléni Karaïndrou
- Production : Theo Angelopoulos
- Pays d'origine : Grèce
- Format : Couleurs - 1,85:1 - 35 mm
- Genre : Drame
- Durée : 125 minutes
- Dates de sortie : 2008
  - France : 13 février 2013

## Distribution
- Willem Dafoe : A
- Bruno Ganz : Jacob
- Michel Piccoli : Spyros
- Irène Jacob : Eleni
- Christiane Paul : Helga
- Kostas Apostolidis : secrétaire
- Tiziana Pfiffner : jeune Eleni
- Alexandros Mylonas : homme dans le train
- Reni Pittaki : conducteur

## Commentaires
- À propos de sa dernière trilogie, Theo Angelopoulos déclare : « Il s'agit d'une trilogie sur les rêves brisés et constitua une aventure incroyable à travers les continents et les crises du siècle. »[2]
- « Angelopoulos filme la mémoire d'un certain cinéma européen. Un cinéma d'errance et de doutes, de mélancolie et de quête », écrit Nicolas Crousse, pour qui « ce film est un film-testament [...] complexe, méditatif, nostalgique, hors du temps. »[3]
- « Le film, qui explore le thème des frontières, géographiques et mentales, cher au réalisateur, fait partager les états d'âme d'un metteur en scène, incarné par Dafoe, qui filme le destin de ses parents, bousculé par l'histoire de l'Europe au XXe siècle de la Russie de Staline à la chute du Mur de Berlin[4]. »

## Tournage
La Poussière du temps a été tourné en Grèce, Italie, Russie, Kazakhstan et en Allemagne.

## Festivals
- Présentation en avant-première mondiale au 49e Festival international du film de Thessalonique en 2008.
- Projection hors compétition au 59e Festival International Du Film De Berlin 2009.